# Саут-Шенанго Тауншип (округ Кроуфорд, Пенсільванія)
Саут-Шенанго Тауншип (англ. South Shenango Township) — селище (англ. township) в США, в окрузі Кроуфорд штату Пенсільванія. Населення — 1831 особа (2020).

## Демографія
Згідно з переписом 2010 року, у селищі мешкало 2037 осіб у 887 домогосподарствах у складі 607 родин. Було 1872 помешкання
Расовий склад населення:
| - 98,7 % — білих - 0,3 % — азіатів - 0,2 % — корінних американців - 0,1 % — чорних або афроамериканців |

До двох чи більше рас належало 0,7 %. Частка іспаномовних становила 0,5 % від усіх жителів.
За віковим діапазоном населення розподілялося таким чином: 18,5 % — особи молодші 18 років, 59,5 % — особи у віці 18—64 років, 22,0 % — особи у віці 65 років та старші. Медіана віку мешканця становила 50,1 року. На 100 осіб жіночої статі у селищі припадало 99,7 чоловіків;  на 100 жінок у віці від 18 років та старших — 99,5 чоловіків також старших 18 років.
Середній дохід на одне домашнє господарство  становив 54 212 долари США (медіана — 43 083), а середній дохід на одну сім'ю — 63 992 долари (медіана — 52 128). Медіана доходів становила 50 587 доларів для чоловіків та 31 989 доларів для жінок. За межею бідності перебувало 11,9 % осіб, у тому числі 17,6 % дітей у віці до 18 років та 9,1 % осіб у віці 65 років та старших.
Цивільне працевлаштоване населення становило 837 осіб. Основні галузі зайнятості: освіта, охорона здоров'я та соціальна допомога — 30,5 %, виробництво — 14,1 %, науковці, спеціалісти, менеджери — 9,4 %, роздрібна торгівля — 9,1 %.